# Ільїнка (Венгеровський район)
Ільїнка (рос. Ильинка) — присілок у Венгеровському районі Новосибірської області Російської Федерації.
Входить до складу муніципального утворення Тартаська сільрада. Населення становить 212 осіб (2010).

## Історія
Згідно із законом від 2 червня 2004 року органом місцевого самоврядування є Тартаська сільрада.

## Населення
| 2002 | 2007 | 2010 |
| ---- | ---- | ---- |
| 254  | ↘240 | ↘212 |